# Chapelle-Viviers
Chapelle-Viviers è un comune francese di 491 abitanti situato nel dipartimento della Vienne, nella regione della Nuova Aquitania.

## Società

### Evoluzione demografica
Abitanti censiti